# آنتونی آنگی
آنتونی آنگی (انگلیسی: Antony Anghie ) استاد حقوق در دانشکده حقوق دانشگاه ملی سنگاپور و دبیر کل انجمن حقوق بین‌الملل آسیا است. او قبلاً استاد ساموئل تورمن (وکیل امریکایی) در کالج حقوق S. J. Quinney، دانشگاه یوتا بود و همچنان به عنوان استاد در کالج حقوق خدمت می کند. او استاد مدعو در دانشکده های متعددی از جمله دانشگاه آمریکایی قاهره، مدرسه حقوق کرنل، مدرسه اقتصاد لندن، مدرسه حقوق هاروارد و دانشگاه برازیلیا بوده است.
او همچنین یکی از اعضای مؤسسه بین‌المللی درویت است که اعضای آن وکلای برجسته بین‌المللی عمومی جهان را تشکیل می‌دهند.
آنگل محقق برجسته جنبش جهان سوم رویکردهای حقوق بین الملل است.

## سال های ابتدایی زندگی
آنگی مدرک لیسانس (Hons) در زبان انگلیسی و سیاست و LLB (Hons) در رشته حقوق را از دانشگاه موناش دریافت کرد. او به عنوان وکیل دادگستری و وکیل دادگاه عالی ویکتوریا واجد شرایط بود و در ملبورن استرالیا وکالت کرد.

## فعالیت ها
در اکتبر ۲۰۲۳ وی به اتفاق سایر اساتید دانشکده های حقوق امریکا نامه ای خطاب به بایدن را امضا کرد که در این نامه از اقدامات اسراییل علیه مردم غزه انتقاد شده بود.